# Houstonia procumbens
Houstonia procumbens là một loài thực vật có hoa trong họ Thiến thảo. Loài này được (Walter ex J.F.Gmel.) Standl. mô tả khoa học đầu tiên năm 1918.